# Бушмастери
Бушмастерите (Lachesis) са род големи отровни змии разпространени в Централна и Южна Америка.

## Класификация
Съществуват три вида бушмастери:
- Lachesis melanocephala Solórzano & Cerdas, 1986 - разпространен в Коста Рика
- Lachesis muta (Linnaeus, 1766) - разпространен в Колумбия, Еквадор, Перу, Боливия, Венецуела, Гвиана, Суринам, Френска Гвиана, голяма част от северна Бразилия, както и на остров Тринидад
- Lachesis stenophrys Cope, 1875 - разпространен в Никарагуа, Коста Рика и Панама, Колумбия и Еквадор.